# Mediouna (Relizane)
Mediouna (în arabă مديونة) este o comună din provincia Relizane, Algeria.
Populația comunei este de 30.744 de locuitori (2008).